# Chambrée
La chambrée, ou chambrette, est un groupe d'hommes associé à un local. C'est l'un des caractères particuliers de la sociabilité provençale au milieu du XIXe siècle.

## Origine du mot
Chambreto, mot provençal en norme mistralienne, est le terme dont se servent les paysans. La terminaison -eto est en principe équivalente de la terminaison française -ette, mais elle est en provençal beaucoup plus usuelle, et par conséquent n'a pas le coefficient de mièvrerie du diminutif féminin français. C'est pourquoi la traduction Chambrée plutôt que Chambrette, paraît plus justifiée. D'ailleurs Chambrée évoque plus facilement que Chambrette l'idée d'un groupe d'hommes associé à un local.

## Lieu de sociabilité
La chambrée est un espace propre au village urbanisé de Provence, celui où les habitants de la commune rurale sont fortement groupés dans une agglomération où cohabitent souvent tous les éléments sociaux que l’on retrouve dans les villes. C'est un local villageois où les hommes s'assemblent, un centre d'activités fondamentales pour la communauté.
Au début du XIXe siècle, les chambrées populaires imitent les cercles bourgeois et commencent à proliférer. C’est dans les chambrées que chaque soir ou presque, pour boire du vin, jouer aux cartes ou aux dés, discuter travail ou politique, les travailleurs de la terre retrouvent gens d’échoppe ou d’atelier, ouvriers de petites fabriques, et bourgeois de la commune. Car les chambrées regroupent les hommes par delà les conditions sociales. Elles se constituent par des affinités suivant bien souvent les classes d’âge. Les chambrées sont typiques d’une société où le lien constitué par les liens de parenté est moins important que les regroupements horizontaux par classes d’âge, ou encore que la solidarité globale de la commune.

## Politique et fraternité

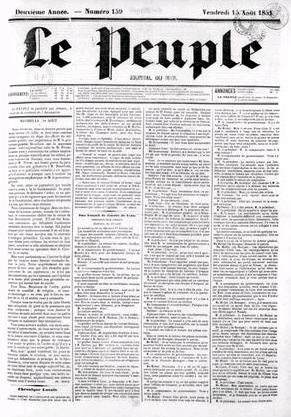
Journal républicain Le Peuple en 1850.

Après la révolution de février 1848, les chambrées provençales sont des lieux privés, donc non soumis à l’impôt sur les boissons, théoriquement limités à une vingtaine de membres, dans lesquels on boit, on joue et on lit le journal. Elles sont quelquefois abonnées elles-mêmes à un journal et il y circule des journaux d’occasion dont Le Peuple et Le Démocrate du Var. C’est donc un lieu idéal pour discuter politique : on y est à l’abri des oreilles indiscrètes des autorités, et avec la lecture à haute-voix avec traduction simultanée en provençal, le journal en français est ainsi accessible aux illettrés. Cela participe à la diffusion d'un idéal nouveau dans les villages où la République apparaît comme une espérance et une valeur chargée de sacré, comme une religion nouvelle.
C’est également un lieu traditionnel de pratique d’une importante valeur républicaine : la fraternité. En effet, les membres d’une chambrée ont pour habitude d’organiser les secours et l’entraide lorsque l’un des leurs se trouve dans le besoin. On cultive le champ du malade, on fournit en bois de chauffage sa famille, on collecte de l’argent pour sa veuve.

## Exemple du Var

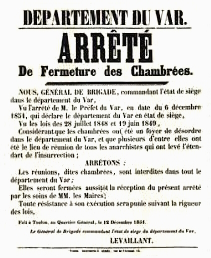
Arrêté de fermeture des chambrées en 1851.

En 1850, on compte un millier de chambrées dans le seul département du Var. Il en existe en moyenne six par communes, parfois 10. C’est généralement la moitié des hommes adultes du village qui appartiennent à l’une ou l’autre chambrée. Les noms de ces sociétés peuvent être très innocents : les Pompiers à La Verdière, les Nègres et les Intimes à Aups, les Vieux et les Sans-soucis à Baudinard, les Jeunes Gens aux Salles, les Bossus à Bauduen. Mais elles savent aussi afficher leurs convictions sur la vie sociale (la Concorde d’Artignosc, la Fraternité de Barjols), noms pouvant provenir de traditions maçonnes, tradition évidente pour la chambrée des Amis réunis de Baudinard, appelée aussi chambrée du Niveau. À l’épreuve des événements, ces noms prennent des options politiques bien plus claires. Ainsi elles peuvent adopter le nom d’un groupe politique : les Montagnards à Barjols et La Verdière, les Coucourdiers à Montmeyan (du nom des sociétés du parti démocratique en Provence en 1830). Et lorsqu’elles ne se sont pas choisi de nom particulièrement marqué, on les désigne simplement en les qualifiant de « rouge ».
Durant l'hiver 1850-1851, le réseau des chambrées qui est l'ossature de la Nouvelle Montagne devient la cible du préfet Haussmann. Il en fait fermer 23 qui ne respectent pas la loi du 19 juin 1849 stipulant que ces clubs doivent être non politiques et non publics. En 1851, dans chaque village, il y a systématiquement une chambrée qui devient un lieu déterminant de résistance au coup d'état du 2 décembre. Le général Levaillant, commandant l'état de siège dans le Var, les fera fermer dans tout le département le 12 décembre.